# Goniotorna valentini
Goniotorna valentini es una especie de polilla del género Goniotorna, familia Tortricidae.
Fue descrita científicamente por Karisch en 2008.

## Distribución
Se encuentra en Madagascar.